# Gare de Drevvatn
La gare de Drevvatn est une gare ferroviaire norvégienne de la ligne du Nordland, située sur le territoire de la commune de Vefsn. 
Elle fut inaugurée le 15 mars 1941 lorsque la ligne du Nordland fut ouverte jusqu'à Elsfjord. Elle se situe à 440.77 km d'Oslo.